# Acanthocystis turfacea chlorella virus 1
Acanthocystis turfacea chlorella virus 1 (ATCV-1), також відомий як Chlorovirus ATCV-1 або Chlorella virus ATCV-1 — це вид гігантського дволанцюгового вірусу ДНК із роду Chlorovirus.
Носієм ATCV-1 є Chlorella heliozoae; також було продемонстровано, що «ATCV-1 ні прикріплюється, ні інфікує» інший вид водослей Chlorella variabilis.

## Інфекція людини
ДНК ATCV-1 була виділена зі слизових оболонок носа людини. Як у людей, так і у мишей, наявність ATCV-1 на слизовій оболонці ротоглотки було пов'язано з нижчими показниками в тестах когнітивних та рухових навичок. Ін'єкція очищеного вірусу водоростей ATCV-1 внутрішньочерепно призводить до тривалих когнітивних та поведінкових ефектів у мишей через індукцію запальних факторів.